# Liste der Nummer-eins-Hits in den britischen Charts (1978)
Dies ist eine Liste der Nummer-eins-Hits in den britischen Charts im Jahr 1978. Sie basiert auf den Official Singles Chart Top 75 und den Official Albums Chart Top 60, die vom Chart Information Network ermittelt wurden. Es gab in diesem Jahr 16 Nummer-eins-Singles und 10 Nummer-eins-Alben.

## Singles
| ← 1977 ← | Liste der Nummer-eins-Hits in den britischen Charts | Liste der Nummer-eins-Hits in den britischen Charts | Liste der Nummer-eins-Hits in den britischen Charts                                                                                           | 1979 →                    |
| \| Zeitraum \| Wo. ges. \| Interpret \| Titel Autor(en) \| Zusätzliche Informationen \| \| (Zeitraum, Wochen auf Platz eins, Interpret, Titel, Autor[en], zusätzliche Informationen) \| \| \| \| \| \| ----------------------------------------------------------------------------------------- \| -------- \| ---------------------------------- \| --------------------------------------------------------------------------------------------------------------------------------------------- \| ------------------------- \| \| 27. November 1977 – 28. Januar 1978 9 Wochen \| 9 \| Wings \| Mull of Kintyre / Girls’ School Denny Laine, Paul James McCartney / Paul McCartney \| – \| \| 29. Januar 1978 – 4. Februar 1978 1 Woche \| 1 \| Althea & Donna \| Up Town Top Ranking Errol Felton Thompson, Joe Gibbs, Althea Rose Forres, Donna Marie Reid \| – \| \| 5. Februar 1978 – 11. Februar 1978 1 Woche \| 1 \| Brotherhood of Man \| Figaro Tony Hiller, Lee Sheriden, Martin Barnes \| – \| \| 12. Februar 1978 – 4. März 1978 3 Wochen \| 3 \| ABBA \| Take a Chance on Me Benny Goran Bror Andersson, Björn K. Ulvaeus \| – \| \| 5. März 1978 – 1. April 1978 4 Wochen \| 4 \| Kate Bush \| Wuthering Heights Kate Bush \| – \| \| 2. April 1978 – 22. April 1978 3 Wochen \| 3 \| Brian & Michael \| Matchstalk Men and Matchstalk Cats and Dogs Michael Denis Coleman, Brian Richard Burke \| – \| \| 23. April 1978 – 6. Mai 1978 2 Wochen \| 2 \| Bee Gees \| Night Fever Barry Alan Gibb, Robin Hugh Gibb, Maurice Ernest Gibb \| – \| \| 7. Mai 1978 – 10. Juni 1978 5 Wochen \| 5 \| Boney M. \| Rivers of Babylon / Brown Girl in the Ring Brent Dowe, Trevor McNaughton, Frank Farian, George Reyam / Traditional (Bearbeiter: Frank Farian) \| – \| \| 11. Juni 1978 – 12. August 1978 9 Wochen \| 9 \| John Travolta & Olivia Newton-John \| You’re the One That I Want John Clifford Farrar \| – \| \| 13. August 1978 – 16. September 1978 5 Wochen \| 5 \| The Commodores \| Three Times a Lady Lionel B. Richie Jr. \| – \| \| 17. September 1978 – 23. September 1978 1 Woche \| 1 \| 10cc \| Dreadlock Holiday Eric Michael Stewart, Graham Keith Gouldman \| – \| \| 24. September 1978 – 11. November 1978 7 Wochen \| 7 \| John Travolta & Olivia Newton-John \| Summer Nights Warren Casey, Jim Jacobs \| – \| \| 12. November 1978 – 25. November 1978 2 Wochen \| 2 \| The Boomtown Rats \| Rat Trap Bob Geldof \| – \| \| 26. November 1978 – 2. Dezember 1978 1 Woche \| 1 \| Rod Stewart \| Da Ya Think I’m Sexy? Carmine Appice \| – \| \| 3. Dezember 1978 – 30. Dezember 1978 4 Wochen \| 4 \| Boney M. \| Mary’s Boy Child Jester Joseph Hairston \| – \| \| 31. Dezember 1978 – 20. Januar 1979 3 Wochen \| 3 \| Village People \| Y.M.C.A. Musik: Jacques Morali; Text: Henri Belolo \| – \| |                                                     |                                                     | |                           |
| ← 1977 |                                                     |                                                     | | → 1979 →                  |
| Zeitraum | Wo. ges.                                            | Interpret                                           | Titel Autor(en) | Zusätzliche Informationen |
| (Zeitraum, Wochen auf Platz eins, Interpret, Titel, Autor[en], zusätzliche Informationen) |                                                     |                                                     | |                           |
| 27. November 1977 – 28. Januar 1978 9 Wochen | 9                                                   | Wings                                               | Mull of Kintyre / Girls’ School Denny Laine, Paul James McCartney / Paul McCartney                                                            | –                         |
| 29. Januar 1978 – 4. Februar 1978 1 Woche | 1                                                   | Althea & Donna                                      | Up Town Top Ranking Errol Felton Thompson, Joe Gibbs, Althea Rose Forres, Donna Marie Reid                                                    | –                         |
| 5. Februar 1978 – 11. Februar 1978 1 Woche | 1                                                   | Brotherhood of Man                                  | Figaro Tony Hiller, Lee Sheriden, Martin Barnes                                                                                               | –                         |
| 12. Februar 1978 – 4. März 1978 3 Wochen | 3                                                   | ABBA                                                | Take a Chance on Me Benny Goran Bror Andersson, Björn K. Ulvaeus                                                                              | –                         |
| 5. März 1978 – 1. April 1978 4 Wochen | 4                                                   | Kate Bush                                           | Wuthering Heights Kate Bush | –                         |
| 2. April 1978 – 22. April 1978 3 Wochen | 3                                                   | Brian & Michael                                     | Matchstalk Men and Matchstalk Cats and Dogs Michael Denis Coleman, Brian Richard Burke                                                        | –                         |
| 23. April 1978 – 6. Mai 1978 2 Wochen | 2                                                   | Bee Gees                                            | Night Fever Barry Alan Gibb, Robin Hugh Gibb, Maurice Ernest Gibb                                                                             | –                         |
| 7. Mai 1978 – 10. Juni 1978 5 Wochen | 5                                                   | Boney M.                                            | Rivers of Babylon / Brown Girl in the Ring Brent Dowe, Trevor McNaughton, Frank Farian, George Reyam / Traditional (Bearbeiter: Frank Farian) | –                         |
| 11. Juni 1978 – 12. August 1978 9 Wochen | 9                                                   | John Travolta & Olivia Newton-John                  | You’re the One That I Want John Clifford Farrar                                                                                               | –                         |
| 13. August 1978 – 16. September 1978 5 Wochen | 5                                                   | The Commodores                                      | Three Times a Lady Lionel B. Richie Jr. | –                         |
| 17. September 1978 – 23. September 1978 1 Woche | 1                                                   | 10cc                                                | Dreadlock Holiday Eric Michael Stewart, Graham Keith Gouldman                                                                                 | –                         |
| 24. September 1978 – 11. November 1978 7 Wochen | 7                                                   | John Travolta & Olivia Newton-John                  | Summer Nights Warren Casey, Jim Jacobs | –                         |
| 12. November 1978 – 25. November 1978 2 Wochen | 2                                                   | The Boomtown Rats                                   | Rat Trap Bob Geldof | –                         |
| 26. November 1978 – 2. Dezember 1978 1 Woche | 1                                                   | Rod Stewart                                         | Da Ya Think I’m Sexy? Carmine Appice | –                         |
| 3. Dezember 1978 – 30. Dezember 1978 4 Wochen | 4                                                   | Boney M.                                            | Mary’s Boy Child Jester Joseph Hairston | –                         |
| 31. Dezember 1978 – 20. Januar 1979 3 Wochen | 3                                                   | Village People                                      | Y.M.C.A. Musik: Jacques Morali; Text: Henri Belolo                                                                                            | –                         |

## Alben
| ← 1977 ← | Liste der Nummer-eins-Hits in den britischen Charts | Liste der Nummer-eins-Hits in den britischen Charts | Liste der Nummer-eins-Hits in den britischen Charts     | 1979 →                    |
| \| Zeitraum \| Wo. ges. \| Interpret \| Titel \| Zusätzliche Informationen \| \| (Zeitraum, Wochen auf Platz eins, Interpret, Titel, zusätzliche Informationen) \| \| \| \| \| \| ------------------------------------------------------------------------------ \| -------- \| -------------------------- \| ------------------------------------------------------- \| ------------------------- \| \| 4. Dezember 1977 – 14. Januar 1978 6 Wochen \| 6 \| (Verschiedene Interpreten) \| Disco Fever \| – \| \| 15. Januar 1978 – 21. Januar 1978 1 Woche (insgesamt 3) \| 3 \| Bread \| The Sound of Bread \| – \| \| 22. Januar 1978 – 28. Januar 1978 1 Woche \| 1 \| Fleetwood Mac \| Rumours \| – \| \| 29. Januar 1978 – 19. März 1978 8 Wochen \| 8 \| ABBA \| ABBA – The Album \| – \| \| 20. März 1978 – 8. April 1978 2 Wochen \| 2 \| Buddy Holly & the Crickets \| 20 Golden Greats \| – \| \| 9. April 1978 – 29. April 1978 3 Wochen \| 3 \| Nat King Cole \| 20 Golden Greats \| – \| \| 30. April 1978 – 2. September 1978 18 Wochen \| 18 \| (Soundtrack) \| Saturday Night Fever \| – \| \| 3. September 1978 – 30. September 1978 4 Wochen \| 4 \| Boney M. \| Nightflight to Venus \| – \| \| 1. Oktober 1978 – 30. Dezember 1978 13 Wochen \| 13 \| (Soundtrack) \| Grease: The Original Soundtrack from the Motion Picture \| – \| \| 31. Dezember 1978 – 13. Januar 1979 2 Wochen \| 2 \| Showaddywaddy \| Greatest Hits \| – \| |                                                     |                                                     |                                                         |                           |
| ← 1977 |                                                     |                                                     |                                                         | → 1979 →                  |
| Zeitraum | Wo. ges.                                            | Interpret                                           | Titel                                                   | Zusätzliche Informationen |
| (Zeitraum, Wochen auf Platz eins, Interpret, Titel, zusätzliche Informationen) |                                                     |                                                     |                                                         |                           |
| 4. Dezember 1977 – 14. Januar 1978 6 Wochen | 6                                                   | (Verschiedene Interpreten)                          | Disco Fever                                             | –                         |
| 15. Januar 1978 – 21. Januar 1978 1 Woche (insgesamt 3) | 3                                                   | Bread                                               | The Sound of Bread                                      | –                         |
| 22. Januar 1978 – 28. Januar 1978 1 Woche | 1                                                   | Fleetwood Mac                                       | Rumours                                                 | –                         |
| 29. Januar 1978 – 19. März 1978 8 Wochen | 8                                                   | ABBA                                                | ABBA – The Album                                        | –                         |
| 20. März 1978 – 8. April 1978 2 Wochen | 2                                                   | Buddy Holly & the Crickets                          | 20 Golden Greats                                        | –                         |
| 9. April 1978 – 29. April 1978 3 Wochen | 3                                                   | Nat King Cole                                       | 20 Golden Greats                                        | –                         |
| 30. April 1978 – 2. September 1978 18 Wochen | 18                                                  | (Soundtrack)                                        | Saturday Night Fever                                    | –                         |
| 3. September 1978 – 30. September 1978 4 Wochen | 4                                                   | Boney M.                                            | Nightflight to Venus                                    | –                         |
| 1. Oktober 1978 – 30. Dezember 1978 13 Wochen | 13                                                  | (Soundtrack)                                        | Grease: The Original Soundtrack from the Motion Picture | –                         |
| 31. Dezember 1978 – 13. Januar 1979 2 Wochen | 2                                                   | Showaddywaddy                                       | Greatest Hits                                           | –                         |

Die Angaben basieren auf den offiziellen Verkaufshitparaden des Chart Information Networks für das Vereinigte Königreich. Die Datumsangaben beziehen sich auf das Gültigkeitsdatum der Charts, also jeweils die auf die Verkaufswoche folgende Woche.

## Jahreshitparaden
| ← 1977 ← | Liste der Nummer-eins-Hits in den britischen Charts | Liste der Nummer-eins-Hits in den britischen Charts                  | Liste der Nummer-eins-Hits in den britischen Charts | 1979 →   |
| \| Singles \| Position# \| Alben \| \| ------------------------------------------------------------------------------------------------------------------------------------------------------ \| --------- \| -------------------------------------------------------------------- \| \| Rivers of Babylon / Brown Girl in the Ring Boney M. Brent Dowe, Trevor McNaughton, Frank Farian, George Reyam / Traditional (Bearbeiter: Frank Farian) \| 1 \| Saturday Night Fever (Soundtrack) \| \| You’re the One That I Want John Travolta & Olivia Newton-John John Clifford Farrar \| 2 \| Grease: The Original Soundtrack from the Motion Picture (Soundtrack) \| \| Summer Nights John Travolta & Olivia Newton-John Warren Casey, Jim Jacobs \| 3 \| ABBA – The Album ABBA \| \| Three Times a Lady The Commodores Lionel B. Richie Jr. \| 4 \| Nightflight to Venus Boney M. \| \| Night Fever Bee Gees Barry Alan Gibb, Robin Hugh Gibb, Maurice Ernest Gibb \| 5 \| 20 Golden Greats Nat King Cole \| \| The Smurf Song Father Abraham and the Smurfs Petrus A. L. Pierre Kartner \| 6 \| Rumours Fleetwood Mac \| \| Take a Chance on Me ABBA Benny Goran Bror Andersson, Björn K. Ulvaeus \| 7 \| Out of the Blue Electric Light Orchestra \| \| Matchstalk Men and Matchstalk Cats and Dogs Brian & Michael Michael Denis Coleman, Brian Richard Burke \| 8 \| 20 Golden Greats Buddy Holly & the Crickets \| \| Rat Trap The Boomtown Rats Bob Geldof \| 9 \| Images Don Williams \| \| Wuthering Heights Kate Bush \| 10 \| The Kick Inside Kate Bush \| |                                                     |                                                                      |                                                     |          |
| ← 1977 |                                                     |                                                                      |                                                     | → 1979 → |
| Singles | Position#                                           | Alben                                                                |                                                     |          |
| Rivers of Babylon / Brown Girl in the Ring Boney M. Brent Dowe, Trevor McNaughton, Frank Farian, George Reyam / Traditional (Bearbeiter: Frank Farian) | 1                                                   | Saturday Night Fever (Soundtrack)                                    |                                                     |          |
| You’re the One That I Want John Travolta & Olivia Newton-John John Clifford Farrar | 2                                                   | Grease: The Original Soundtrack from the Motion Picture (Soundtrack) |                                                     |          |
| Summer Nights John Travolta & Olivia Newton-John Warren Casey, Jim Jacobs | 3                                                   | ABBA – The Album ABBA                                                |                                                     |          |
| Three Times a Lady The Commodores Lionel B. Richie Jr. | 4                                                   | Nightflight to Venus Boney M.                                        |                                                     |          |
| Night Fever Bee Gees Barry Alan Gibb, Robin Hugh Gibb, Maurice Ernest Gibb | 5                                                   | 20 Golden Greats Nat King Cole                                       |                                                     |          |
| The Smurf Song Father Abraham and the Smurfs Petrus A. L. Pierre Kartner | 6                                                   | Rumours Fleetwood Mac                                                |                                                     |          |
| Take a Chance on Me ABBA Benny Goran Bror Andersson, Björn K. Ulvaeus | 7                                                   | Out of the Blue Electric Light Orchestra                             |                                                     |          |
| Matchstalk Men and Matchstalk Cats and Dogs Brian & Michael Michael Denis Coleman, Brian Richard Burke | 8                                                   | 20 Golden Greats Buddy Holly & the Crickets                          |                                                     |          |
| Rat Trap The Boomtown Rats Bob Geldof | 9                                                   | Images Don Williams                                                  |                                                     |          |
| Wuthering Heights Kate Bush | 10                                                  | The Kick Inside Kate Bush                                            |                                                     |          |